# 朱常𰝢
益敬王朱常（1559年—1615年），自号仙源，是益宣王朱翊鈏的次子，母亲为王妃孫氏。
因大哥早逝，所以他在万历二年四月封世曾孫，1605年，朱常襲封益王。他一生共有十二子。1615年薨逝，諡號敬王。
著有《東館缶音》二十卷。

## 王室
- 长子早夭
- 次子早夭
- 三子朱由木，益定王
- 四子朱由𣔌，仁化郡王
- 五子朱由橦，興安郡王
- 六子早夭
- 七子早夭
- 八子朱由棟，和順郡王
- 九子朱由槤，號敬寰，延寧郡王
- 十子朱由𣚅，號冠寰，永寧郡王
- 十一子朱由檉，嘉祥郡王
- 十二子朱由枍，號思寰，德興郡王